# Ringarooma Bay
Ringarooma Bay är en vik i Australien. Den ligger i delstaten Tasmanien, i den sydöstra delen av landet, omkring 230 kilometer norr om delstatshuvudstaden Hobart.
Genomsnittlig årsnederbörd är 847 millimeter. Den regnigaste månaden är augusti, med i genomsnitt 104 mm nederbörd, och den torraste är januari, med 26 mm nederbörd.